# Schwenckia mollissima
Schwenckia mollissima är en potatisväxtart som beskrevs av Christian Gottfried Daniel Nees von Esenbeck och Mart. Schwenckia mollissima ingår i släktet Schwenckia och familjen potatisväxter. Inga underarter finns listade i Catalogue of Life.